# Jonas Ben Ahmed
Pour les articles homonymes, voir Ben Ahmed (homonymie).
Jonas Ben Ahmed (né le 31 juillet 1991 à Lyon) est un acteur. Premier comédien trans dans une série télévisée grand public à la télévision française, il interprète le rôle de Dimitri dans la série télévisée Plus belle la vie. En 2018, il remporte l'Out d'or de la personnalité de l'année.

## Biographie
Jonas Ben Ahmed est un homme trans né le 31 juillet 1991 à l'Hôtel-Dieu de Lyon,. Il grandit dans le 3e arrondissement de Lyon avant de déménager à Feyzin. Jonas Ben Ahmed fait son coming out à l'âge de 18 ans et il est poussé à quitter le domicile familial,. Il s'installe dans le 7e arrondissement de Lyon. Il commence des études supérieures en sciences du langage à l'université de Lyon 2 mais des difficultés financières l'obligent à arrêter pour travailler.
Une annonce de casting est publiée sur Facebook pour le rôle d'un homme trans dans Plus belle la vie. Bien que la formulation de l'annonce soit un peu maladroite, il décide de passer le casting,. À ce moment-là, Jonas Ben Ahmed travaille dans une station-service lyonnaise. Il est en arrêt maladie depuis plusieurs mois à la suite d'une opération chirurgicale entreprise dans le cadre de sa transition,. Il est désigné comme le premier acteur trans à joueur dans une série française grand public à la télévision avec son rôle de Dimitri dans Plus Belle la Vie,,.
En 2018, il remporte le Out d'or de la personnalité de l'année, une récompense remise par l'Association des journalistes lesbiennes, gays, bi·e·s, trans et intersexes,. En juillet 2018, il est le parrain de la marche des fiertés de Marseille,.
D'avril à juin 2019, il joue le rôle de Niel pour le film A Good Man (2020) de Marie-Castille Mention-Schaar ; le film est sélectionné pour le Festival de Cannes 2020 dans la catégorie Nouveaux venus.
Le 6 avril 2020, il participe à la campagne numérique #EnsembleSurInternet pour lutter contre toutes les discriminations et la haine sur Internet pendant le premier confinement national de la Covid-19 avec les associations UEJF, Urgence homophobie, STOP Homophobie, SOS Racisme et Cool Kids Féministes et 16 autres personnalités,.

## Filmographie
- 2018 : Plus belle la vie : Dimitri
- 2020 : A Good Man : Neil
- 2023: Divertimento: Malick